# Лодж, Генри Кэбот (старший)

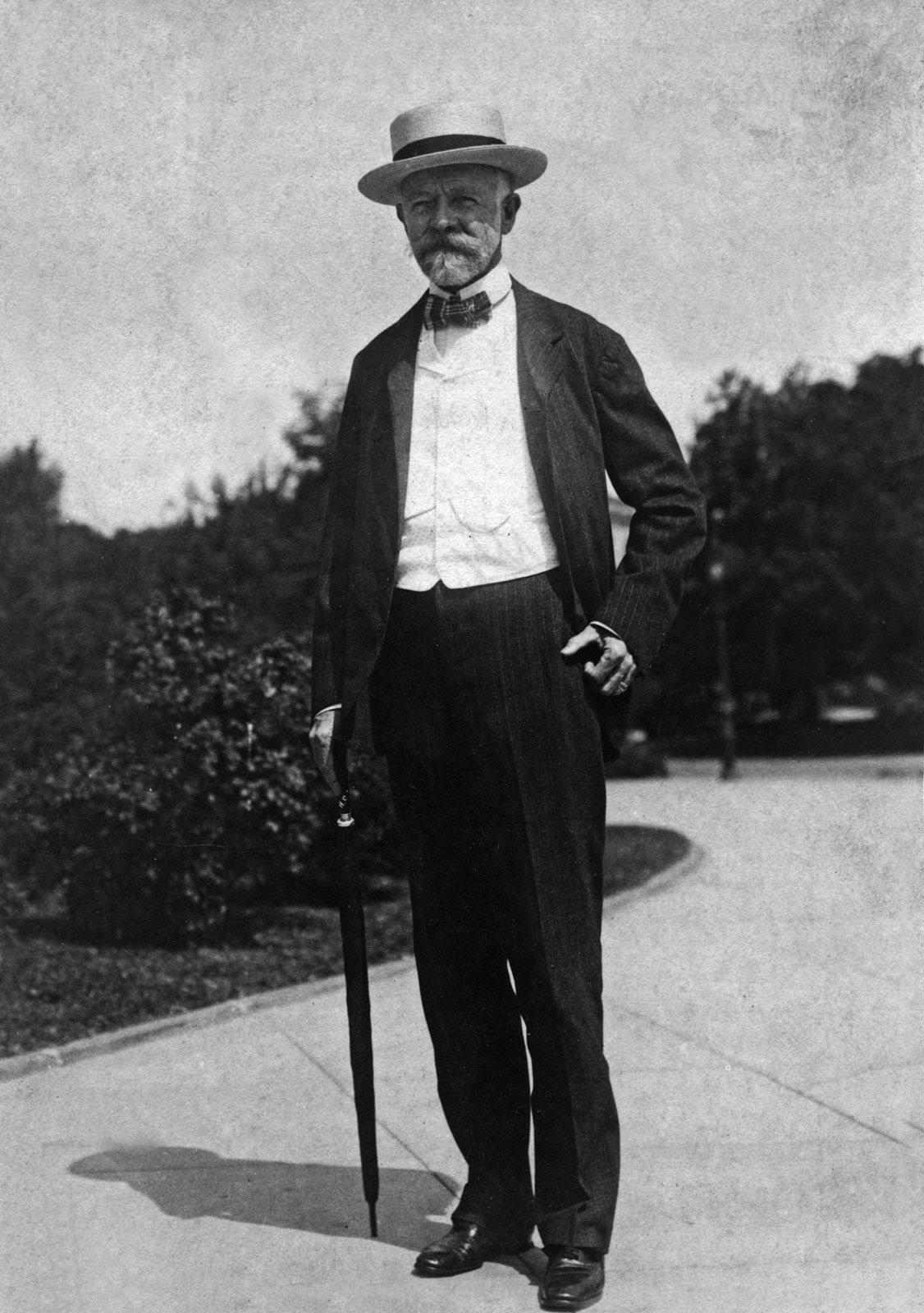
Лодж Генри Кэбот

Генри Кэбот Лодж (12 мая 1850 — 9 ноября 1924) — американский республиканский политик, историк и государственный деятель из Массачусетса. Он работал в Сенате США с 1893 по 1924 год и наиболее известен своими внешнеполитическими позициями. Его успешный «крестовый поход» против Версальского договора Вудро Вильсона гарантировал, что Соединенные Штаты никогда не присоединятся к Лиге Наций, и его оговорки против этого договора повлияли на структуру современной Организации Объединенных Наций.
Лодж получил четыре степени Гарвардского университета и был широко известным историком. Его тесная дружба с Теодором Рузвельтом началась еще в 1884 году и длилась всю их жизнь, даже пережив выход Рузвельта из Республиканской партии в 1912 году. Как представитель, Лодж спонсировал неудачный законопроект Ложи 1890 года, который стремился защитить избирательные права афроамериканцев и ввести национальное тайное голосование.
В качестве сенатора Лодж играл более активную роль во внешней политике, поддерживая испано-американскую войну, расширение американской территории за границу и вступление Америки в Первую мировую войну. Он также поддерживал иммиграционные ограничения, став членом Лиги ограничения иммиграции и оказывая влияние Закон об иммиграции 1917 года. После Первой мировой войны Лодж стал председателем сенатского комитета по международным отношениям и лидером сенатских республиканцев. С этой позиции он возглавил оппозицию Версальскому договору Вильсона, предложив четырнадцать оговорок к договору. Его самым сильным возражением было требование, чтобы все страны отражали агрессию, опасаясь, что это подорвет полномочия Конгресса и подорвет суверенитет Америки; эти возражения сыграли важную роль в создании права вето Совета Безопасности Организации Объединенных Наций. Лодж оставался в Сенате до своей смерти в 1924 году.

## Биография
Лодж родился в Беверли, штат Массачусетс. Его отцом был Джон Эллертон Лодж, мать — Анна Кэбот, через которую он был правнуком Джорджа Кэбота. Лодж вырос на Бикон-Хилл в Бостоне и провел часть своего детства в Наханте, штат Массачусетс, где он стал свидетелем похищения одноклассника в 1860 году и дал показания, приведшие к аресту и осуждению похитителей. Он приходился двоюродным братом американскому эрудиту Чарльзу Пирсу.
В 1872 году он окончил Гарвардский колледж, где был членом Delta Kappa Epsilon, Porcellian Club и Hasty Pudding Club. В 1874 году он окончил Гарвардскую школу права и был принят в адвокатуру в 1875 году, работая в бостонской фирме, ныне известной как Ropes & Gray.
После путешествия по Европе Лодж вернулся в Гарвард и в 1876 году стал одним из первых обладателей докторской степени. по истории и правительству из Гарварда. Его диссертация была посвящена германским истокам англосаксонского земельного права. Учителем и наставником во время учебы в аспирантуре был Генри Адамс, с которым Лодж поддерживал дружбу на протяжении всей жизни. Лодж был избран членом Американской академии искусств и наук в 1878 г. В 1881 году он был избран членом Американского антикварного общества.

### Личная жизнь
В 1871 году он женился на Анне (Нэнни) Кэбот Миллс Дэвис, дочери адмирала Чарльза Генри Дэвиса. У них было трое детей:
- Констанс Дэвис Лодж (1872—1948), жена члена палаты представителей США Августа Пибоди Гарднера (с 1892 по 1918 год) и бригадного генерала Кларенса Чарльза Уильямса (с 1923 по 1948 год),
- Джордж Кэбот Лодж[англ.] (1873—1909), известный поэт и политик,
- Джон Эллертон Лодж (1876–1942).

Сыновья Джорджа, Генри Кэбот Лодж-младший (1902—1985) и Джон Дэвис Лодж (1903—1985), также стали политиками. Джон Эллертон Лодж (1876—1942), художественный куратор.
5 ноября 1924 года Лодж перенес тяжелый инсульт, выздоравливая в больнице после операции по удалению камней в желчном пузыре. Он умер четыре дня спустя в возрасте 74 лет. Лодж Кэбот был похоронен на кладбище Маунт-Оберн в Кембридже, штат Массачусетс.

## Политическая карьера
В 1880—1882 годах Лодж служил в Палате представителей Массачусетса. Он представлял свой штат в Палате представителей США с 1887 по 1893 год и в Сенате с 1893 по 1924 год. Вместе со своим близким другом Теодором Рузвельтом Лодж с пониманием относился к опасениям фракции Республиканской партии. Тем не менее, оба неохотно поддержали Джеймса Блейна на выборах 1884 года. Блейн чуть не проиграл. Лоджа легко переизбирали снова и снова, но его самой большой проблемой стало его переизбрание в январе 1911 года. Демократы добились значительных успехов в Массачусетсе, а республиканцы разделились на прогрессивное и консервативное крыло, а Лодж пытался примирить обе стороны. В своей речи перед голосованием в законодательном собрании Лодж говорил, что гордится своим долгим и самоотверженным служением государству. Он подчеркнул, что никогда не занимался коррупцией или эгоизмом. Он редко проводил кампании от своего имени, но теперь он изложил свою позицию, объясняя свою важную роль в реформе государственной службы, поддержании золотого стандарта, расширении военно-морского флота, разработке политики для Филиппинских островов и попытках ограничить иммиграцию неграмотных европейцев, а также как его поддержка некоторых прогрессивных реформ. Больше всего он апеллировал к партийной лояльности. Лодж был переизбран пятью голосами.
Лодж был очень близок с Теодором Рузвельтом на протяжении всей их карьеры. Однако Лодж был слишком консервативен, чтобы принять нападки Рузвельта на судебную систему в 1910 году и его призыв к инициативе, референдуму и отзыву. Лодж молчал, когда Рузвельт порвал с партией и баллотировался в качестве кандидата от третьей партии в 1912 году. Лодж голосовал за Тафта вместо Рузвельта; после победы Вудро Вильсона на выборах дружба Лоджа и Рузвельта возобновилась.

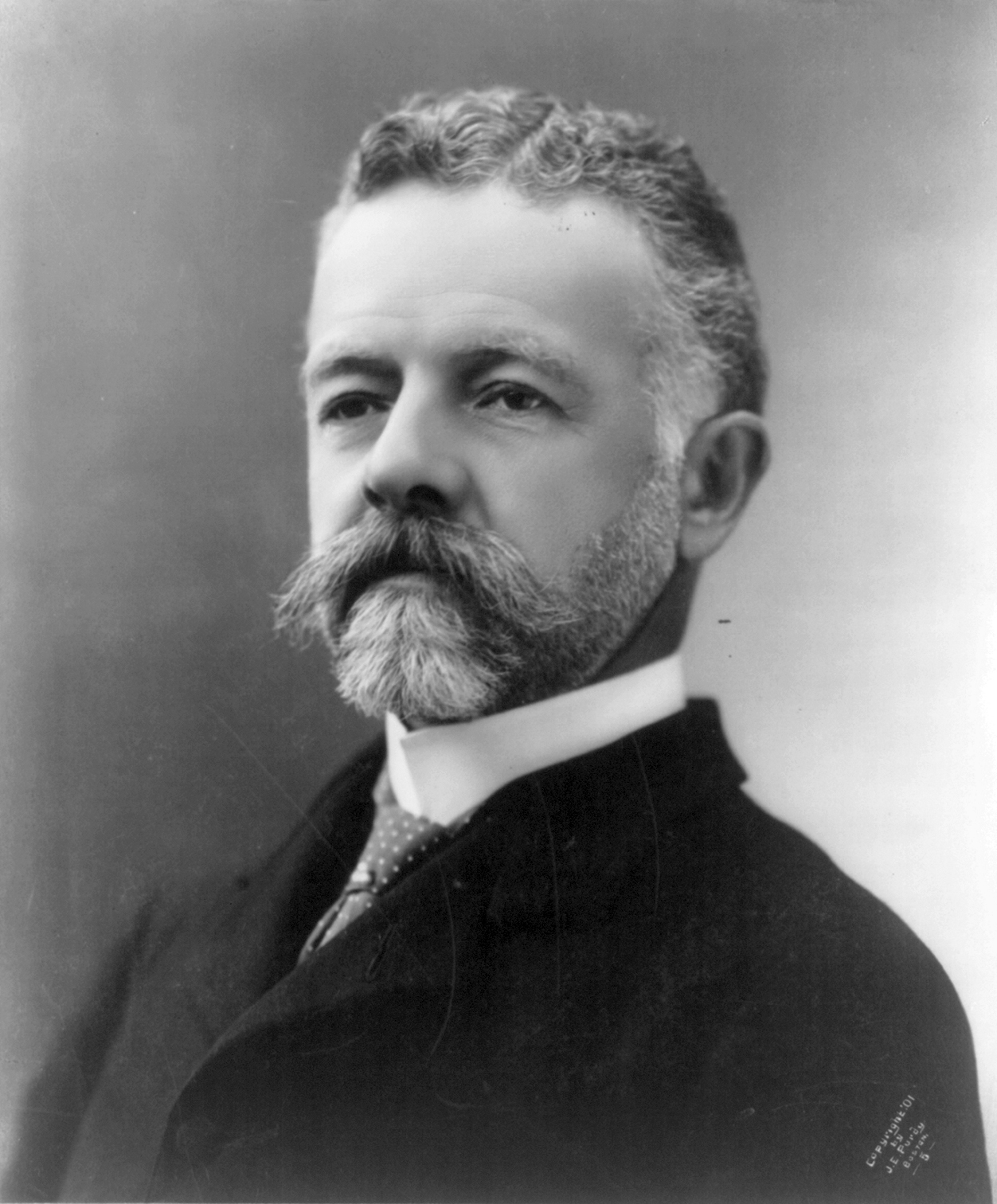
Henry Cabot Lodge

В 1890 году Лодж стал соавтором Закона о федеральных выборах вместе с сенатором Джорджем Фрисби Хоаром, который гарантировал федеральную защиту избирательных прав афроамериканцев. Хотя предложенный закон был поддержан президентом Бенджамином Харрисоном, законопроект был заблокирован флибустьерскими демократами в Сенате. В 1891 году он стал членом Массачусетского общества сыновей американской революции. Ему был присвоен национальный членский номер 4901.
В том же году, после линчевания одиннадцати итальянских американцев в Новом Орлеане, Лодж опубликовал статью, в которой обвиняются жертвы и предлагаются новые ограничения на иммиграцию из Италии.

### Испано-американская война
Лодж был решительным сторонником интервенции США на Кубе в 1898 году, утверждая, что это моральная ответственность Соединенных Штатов: «Я не сомневаюсь в симпатиях американского народа, щедрого, свободолюбивого. Они с кубинцами в их борьбе за свободу. Я считаю, что народ приветствовал бы любые действия со стороны Соединенных Штатов, чтобы положить конец существующему там ужасному положению вещей. Мы можем это остановить. Мы можем остановить это мирным путем. Я считаю, что мы можем остановить это, проявив надлежащую дипломатию и предложив свои добрые услуги. Пусть однажды поймут, что мы хотим остановить ужасное положение вещей на Кубе, и оно будет остановлено. Великая держава Соединенных Штатов, если к ней однажды призывать и возвышать, способна на большее, чем это.»
После победы Америки в испано-американской войне Лодж стал представлять империалистическую фракцию Сената, выступавшую за аннексию Филиппин. Лодж утверждал, что Соединенным Штатам необходимо иметь сильный флот и более активно участвовать в международных делах. В письме к Теодору Рузвельту Лодж писал: «Порто-Рико не забыт, и мы хотим им владеть».

### Иммиграция
Лодж был активным сторонником иммиграционных ограничений по ряду причин. В конце 19 — начале 20 веков значительное количество иммигрантов, в основном из Восточной и Южной Европы, прибыло в промышленные центры США. Лодж утверждал, что неквалифицированная иностранная рабочая сила подрывает уровень жизни американских рабочих и что массовый приток необразованных иммигрантов приведет к социальным конфликтам и национальному упадку. На его позицию также повлияли его расистские убеждения. В статье об итальянской иммиграции в мае 1891 года Лодж выразил обеспокоенность тем, что иммиграция «расами, населявшими Соединенные Штаты» сокращалась, в то время как «иммиграция людей, удаленных от нас по расе и крови», возрастала. Он считал северных итальянцев выше южных итальянцев не только потому, что они были более образованными, но и потому, что они были более «тевтонскими», чем их южные коллеги, иммиграцию которых он стремился ограничить.
Лодж был сторонником «100% американизма» — общей темы нативистского движения той эпохи. В обращении к Бруклинскому обществу Новой Англии в 1888 году Лодж заявил: «Пусть каждый человек чтит и любит землю, в которой он родился, и расу, из которой он произошел, и сохранит свою память зеленой. Это благочестивый и почетный долг. Но давайте покончим с американцами британского происхождения, американцами ирландского происхождения, американцами немецкого происхождения и так далее, и все будут американцами … Если человек вообще собирается быть американцем, пусть он будет таковым без каких-либо квалифицирующих прилагательных; и если он собирается быть кем-то другим, пусть он исключит слово американец из своего личного описания».
Однако он не верил, что все расы в равной степени способны или достойны ассимилироваться. В книге «Великая опасность неограниченной иммиграции» он написал, что «вы можете взять индуса и дать ему высшее образование, какое только может себе позволить мир … но вы не можете сделать его англичанином», и предостерег от смешения «высшего» и «низшего» " гонки:
«Таким образом, на моральных качествах англоязычной расы зиждется наша история, наши победы и все наше будущее. Есть только один способ понизить эти качества или ослабить эти характеристики — вывести их. Если низшая раса смешивается с более высокой в достаточном количестве, история учит нас, что низшая раса будет преобладать».
Как общественный голос Лиги ограничения иммиграции, Лодж выступал в поддержку тестов на грамотность для прибывающих иммигрантов. Тесты будут разработаны таким образом, чтобы исключить представителей тех рас, которые он считает «наиболее чуждыми телу американского народа». Он предложил, чтобы Соединенные Штаты временно исключили все дальнейшие записи, особенно лиц с низким уровнем образования или навыков. тем эффективнее ассимилировать пришедшие миллионы. С 1907 по 1911 год он работал в Комиссии Диллингема, объединенном комитете Конгресса, созданном для изучения моделей иммиграции эпохи и вынесения рекомендаций Конгрессу на основе его выводов. Рекомендации комиссии привели к Закону об иммиграции 1917 года. После того, как Соединенные Штаты вступили в войну, Лодж продолжал нападать на Вильсона как на безнадежного идеалиста, критикуя «Четырнадцать пунктов» Вильсона как нереалистичные и слабые. Он утверждал, что Германия должна быть сокрушена в военном и экономическом отношении и подвержена суровым наказаниям, чтобы она больше никогда не могла быть угрозой стабильности Европы.

### Первая Мировая Война
Лодж был стойким сторонником вступления в Первую мировую войну на стороне союзных держав, нападая на президента Вудро Вильсона за плохую военную подготовку и обвиняя пацифистов в подрыве американского патриотизма. Однако, помимо политических разногласий, еще до окончания первого срока Вильсона и задолго до вступления Америки в Великую войну, Лодж признался Тедди Рузвельту: «Я никогда не ожидал, что буду ненавидеть кого-либо в политике с той ненавистью, которую я испытываю к Вильсону».
Он был председателем сенатского комитета по международным отношениям (1919—1924). С 1918 по 1924 год он был председателем Сенатской республиканской конференции. Его руководство республиканцами в Сенате побудило некоторых считать Лоджа фактическим лидером большинства в сенате. Во время своего пребывания у власти он и другой влиятельный сенатор, Альберт Дж. Беверидж, настаивали на строительстве нового флота.

### Лига Наций
Пик карьеры Лоджа в Сенате пришелся на 1919 год, когда он, как неофициальный лидер большинства в Сенате, занимался дебатами по Версальскому договору и окончательным отклонением Сенатом договора. Лодж хотел присоединиться к Лиге Наций, но с поправками, которые защищали бы американский суверенитет.
Лодж апеллировал к патриотизму американских граждан, возражая против того, что он считал ослаблением национального суверенитета: «Я любил только один флаг, и я не могу разделить эту преданность и отдать предпочтение знамени, изобретенному для лиги». Лодж не хотел вовлекать Соединенные Штаты в мировые дела в чем-либо меньшем, чем выдающаяся роль:
«Соединенные Штаты — лучшая надежда мира, но если вы сковываете ее интересами и ссорами других народов, если вы запутаете ее в кознях Европы, вы навсегда уничтожите ее силу и поставите под угрозу само ее существование. Оставьте ее свободно маршировать через века, как в прошлые годы. Сильная, щедрая и уверенная в себе, она благородно служила человечеству. Остерегайтесь, как вы шутите со своим чудесным наследством; эта великая земля упорядоченной свободы. Ибо, если мы оступимся и упадем, свобода и цивилизация повсюду погибнут».
Лодж также руководствовался политическими соображениями — он категорически не любил Вильсона лично и стремился найти проблему, которую Республиканская партия могла бы выдвинуть на президентских выборах 1920 года. Ключевым возражением Лоджа против Лиги Наций была статья X, которая требовала от всех подписавших его стран отражать агрессию любого рода, если это будет приказано Лигой.
Лодж отверг бессрочное обязательство, которое могло бы подчинить интересы национальной безопасности Соединенных Штатов требованиям Лиги. Он особенно настаивал на том, что Конгресс должен одобрять вмешательство индивидуально; Сенат не мог на основе договора в одностороннем порядке соглашаться вступать в гипотетические конфликты.
Сенат разделился на «сумасшедшее лоскутное одеяло» позиций по Версальскому вопросу. Один блок демократов решительно поддержал договор. Вторая группа демократов, вслед за президентом Вильсоном, поддержала Договор и выступила против любых поправок или оговорок. Самый крупный блок, возглавляемый Лоджем, составлял в большинстве из республиканцев. Они поддержали договор с оговорками, особенно по статье X. Наконец, двухпартийная группа из 13 изоляционистских «непримиримых» выступили против договора в любой форме. Оказалось, что создать коалицию большинства можно, но невозможно создать коалицию в две трети, которая была необходима для принятия договора. Завершающий этап заключения договора подошел к середине ноября 1919 года, когда Лодж и его республиканцы сформировали коалицию с сторонниками Договора демократами и были близки к большинству в две трети сторон договора с оговорками, но Вильсон отверг этот компромисс. Купер и Бейли предполагают, что инсульт Уилсона 25 сентября 1919 года настолько изменил его личность, что он не смог эффективно вести переговоры с Лоджем. Купер говорит, что психологические последствия инсульта были глубокими: «Эмоции Уилсона были неуравновешенными, и его суждения были искажены … Хуже того, его отрицание болезней и ограничений начинало граничить с безумием».
Версальский договор вступил в силу, но Соединенные Штаты не подписали его и заключили сепаратный мир с Германией и Австро-Венгрией. Соединенные Штаты никогда не вступали в Лигу Наций. Историки согласны с тем, что Лига была неэффективна в решении основных проблем, но они спорят о том, имело бы ли американское членство большое значение. Лодж выиграл в долгосрочной перспективе; его оговорки были включены в устав Организации Объединенных Наций в 1945 году, при этом статья X Устава Лиги Наций отсутствовала, а США, как постоянный член Совета Безопасности Организации Объединенных Наций, получили абсолютное вето. Генри Кэбот Лодж младший, внук Лоджа, служил послом США в ООН с 1953 по 1960 год.

### Вашингтонская военно-морская конференция
В 1922 году президент Уоррен Дж. Хардинг назначил Лоджа делегатом Вашингтонской военно-морской конференции (Международной конференции по ограничению вооружений), возглавляемой госсекретарем Чарльзом Эвансом Хьюзом, в которую входили Элиху Рут и Оскар Андервуд. Это была первая конференция по разоружению в истории, цель которой — мир во всем мире за счет сокращения вооружений. В конференции приняли участие девять стран: США, Япония, Китай, Франция, Великобритания, Италия, Бельгия, Нидерланды и Португалия. В результате конференции были подписаны три основных договора: Договор четырех держав, Договор пяти держав (более известный как Вашингтонский военно-морской договор) и Договор девяти держав, а также ряд более мелких соглашений.

### Резолюция Лодж-Фиш
В июне 1922 года он представил Резолюцию Лоджа-Фиша, чтобы продемонстрировать американскую поддержку британской политики в Палестине в соответствии с Декларацией Бальфура 1917 года.

## Наследие, почести, воспоминания
Историк Джордж Э. Моури утверждает, что: Генри Кэбот Лодж был одним из наиболее информированных государственных деятелей своего времени, он был прекрасным парламентарием и при решении иностранных вопросов проявил свой ум, который был одновременно острым как бритва и лишенным большей части морального ханжества, столь типичного для возраста. … [Тем не менее] Лодж никогда не делал того вклада, который должен был сделать, в основном из-за этого человека. Он был оппортунистическим, эгоистичным, завистливым, снисходительным, высокомерным и никогда не мог удержаться от того, чтобы называть лопату своего противника грязной лопатой. Неудивительно, что, за исключением Рузвельта и Рута, большинство его коллег с обеих сторон не любили его, а многие не доверяли ему».
Лодж много лет входил в состав Попечительского совета Смитсоновского института. Его первое назначение было в 1890 году в качестве члена Палаты представителей, и он служил до своего избрания сенатором в 1893 году. Он был повторно назначен в Совет в 1905 году и работал до своей смерти в 1924 году. быть «выдающимся коллегой, чей живой и конструктивный интерес к делам Учреждения побудил его постоянно использовать свои обширные знания и большой опыт».
Маунт-Лодж, также называемый Пиком границы 166, расположенный на границе Канады и США в горах Сент-Элиас, был назван в 1908 году в честь него в знак признания его службы в качестве пограничного комиссара США в 1903 году.